# 반포대로
반포대로(盤浦大路)는 서울특별시 서초구 서초동 예술의 전당 앞 삼거리에서 용산구 서빙고동 반포대교 북단을 잇는 도로이다. 이 도로는 총 연장이 4.7km이다.

## 역사
- 1976년 6월 26일 : 남산3호터널 북단~반포대교 북단~예술의전당 앞 구간을 반포대로로 명명
- 1984년 11월 7일 : 반포로로 개칭
- 2010년 4월 22일 : 남산3호터널 북단~반포대교 북단 구간을 녹사평대로로 분리하고, 반포대로로 개칭[1]

## 노선
| 명칭               | 접속 노선  | 소재지        | 소재지                                                       | 비고 |
| ------------------ | ---------- | ------------- | ------------------------------------------------------------ | ---- |
| 예술의전당         | 남부순환로 | 서초구        | 서초동                                                       |      |
| 우면산터널         | 우면산로   | 서초구        | 서초동                                                       |      |
| 서초3동사거리      | 효령로     | 서초구        | 서초동                                                       |      |
| 교대입구           | 사임당로   | 서초구        | 서초동                                                       |      |
| 서초역사거리       | 서초대로   | 서초구        | 서초동                                                       |      |
| 서울성모병원       | 사평대로   | 서초구        | 반포동                                                       |      |
| 서울고속버스터미널 | 신반포로   | 서초구        | 반포동                                                       |      |
| (잠수교입구)       | 잠수교     | 서초구        | 반포동                                                       |      |
| 반포대교분기점     | 올림픽대로 | 서초구        | 반포동                                                       |      |
| 반포대교           |            | 서초구        | 반포동                                                       |      |
| 용산구             | 서빙고동   |               |                                                              |      |
| 용산구             | 서빙고동   | 반포대교 북단 | 강변북로 국도 제46호선 (강변북로) 국지도 제23호선 (강변북로) |      |
| 녹사평대로 직결    |            |               |                                                              |      |

## 사진

반포대로 개정 전 도로명판
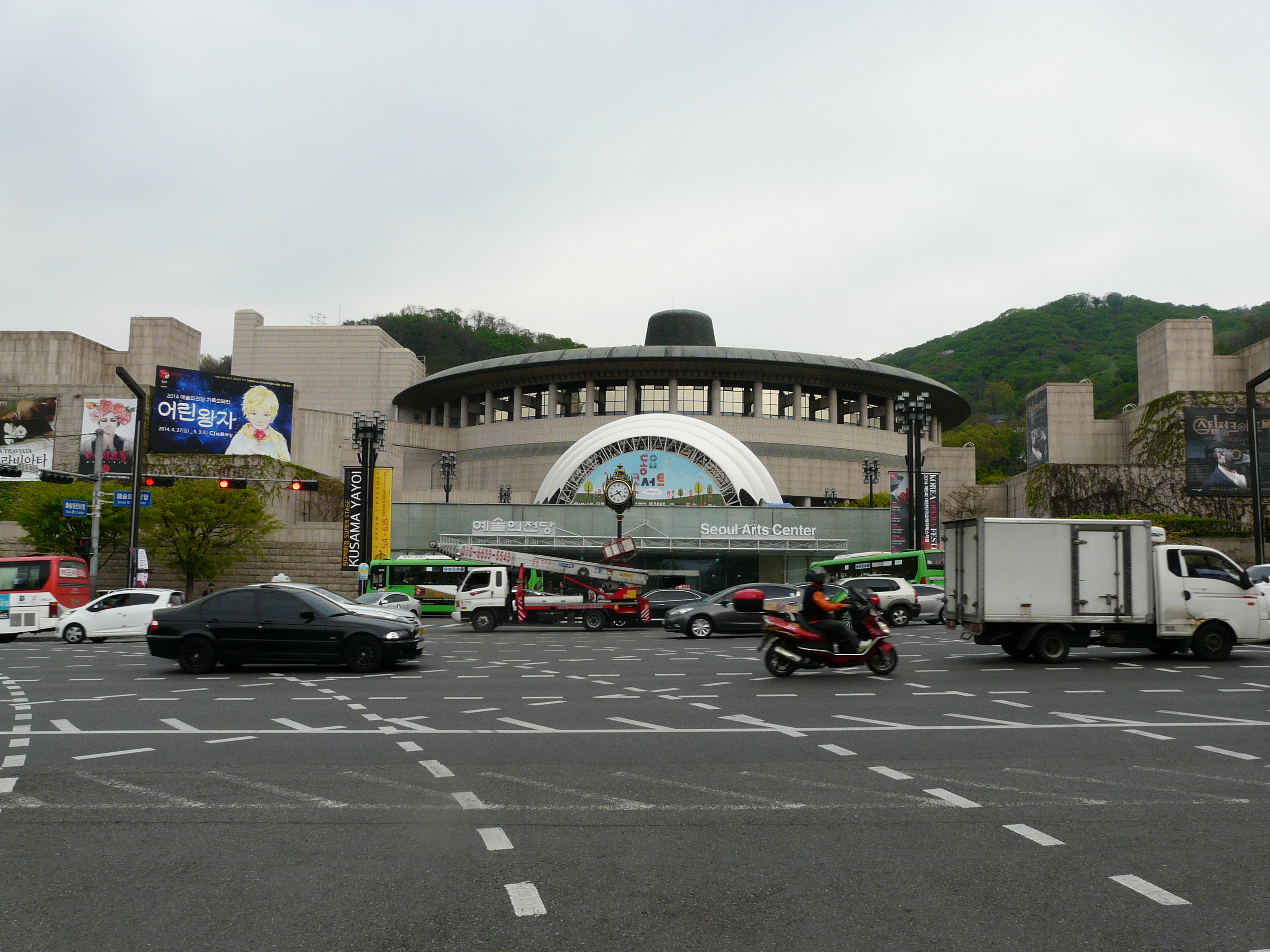
예술의전당교차로(남부순환로 교차)